# 怀马卡里里河
怀马卡里里河（Waimakariri River）是新西兰南島东海岸坎特伯雷区最大的河流之一，全長151公里。它發源自南阿爾卑斯山脈，穿过坎特伯雷平原後流入太平洋。